# 1659 a tudományban
Az 1659. év a tudományban és a technikában.

## Halálozások
- október 10. - Abel Janszoon Tasman felfedező (* 1603)
- december 31. - Apáczai Csere János polihisztor (* 1625)